# 밥 머로우스키
밥 머라우스키(Bob Murawski, 영어 발음: /mə.'raʊski/, 1964년 6월 14일~ )는 미국의 영화 편집자이자 컬트 호러, 독립 영화 배포자이다. 그는 2010년에 아카데미상, 영국 아카데미상, 미국 영화 편집자 협회상(A.C.E)을 받았다. 그는 컬럼비아 픽처스의 세 개의 오리지널 스파이더맨 영화를 편집하는 등 영화 감독 샘 레이미와 자주 작업했다. 그는 미국 영화 편집자 협회에서 선출된 일원이기도 하다.

## 편집
- 2011년: 레지던트(The Resident)
- 2009년: 드래그 미 투 헬(Drag Me to Hell)
- 2008년: 허트 로커(The Hurt Locker)
- 2007년: 스파이더맨 3(Spider-Man 3)
- 2004년: 스파이더맨 2(Spider-Man 2)
- 2002년: 스파이더맨(Spider-Man)
- 2000년: 기프트(The Gift)
- 1999년: 황혼에서 새벽까지 2(From Dusk Till Dawn II : Texas Blood Money)
- 1995년: 허수아비(Night Of The Scarecrow)
- 1993년: 하드 타겟(Hard Target)
- 1990년: 다크맨(Darkman)